# Aksu (Xinjiang)
Aksu (també Ak-su, Akshu, Aqsu, Bharuka i Po-lu-chia; uigur: ئاقسۇ/Ak̡su; xinès simplificat: 阿克苏, xinès tradicional: 阿克蘇, pinyin: Ākèsù) és una ciutat de la regió autònoma del Xinjiang a la República Popular de la Xina, capital de la prefectura del mateix nom.
Aksu vol dir 'Aigua Blanca'. Pren el nom del riu Aksu, que passa per la ciutat. La ciutat és als contraforts del sud de les muntanyes Tian Shan (Tien-Shan) o Altai. La seva població és d'uns 400.000 habitants, i uns 600.000 incloent les ciutats veïnes de la mateixa prefectura. La ciutat es dedica a l'agricultura amb el cultiu del cotó com activitat principal, però no única. La indústria encara està poc desenvolupada, i les principals són la del ciment i la indústria química.

## Història
Antigament fou un oasi de la conca del Tarim, que els xinesos coneixien com Kou-mo, Ku-mo o Gu-mo (姑墨) i era una estació de la ruta de la Seda. Era una estació entre Kuldjha i Kaixgar.
Al segle i aC, el regne segurament es va fer client del chan-yu dels xiongnu fins que abans de la meitat del segle fou sotmès pels xinesos. Amb poques alternatives, el van dominar fins a la caiguda de la dinastia Han, amb la guerra civil (anys 8 a 25), quan el regne es va independitzar. Possiblement, va caure temporalment sota influència xiongnu, però l'any 48, amb la divisió dels xiongnu en septentrionals i meridionals, Xina va restablir el protectorat.
El 75 es va produir una revolta general contra els xinesos (poc abans de la mort de l'emperador que va morir aquell mateix any). Els xiongnu li van donar suport. El rei de Qarashahr va massacrar el governador o protector general, el xinès Txen Mou. Kudjha i Aksu van assetjar el general Ban Chao al Kaixgar; el xinès va resistir durant un any. Finalment, el nou emperador va ordenar tant a Ban Chao i al general Keng Kong d'evacuar la conca del Tarim.
Ban Chao va intuir que si deixava el país en mans dels xiongnu era la mateixa Xina la que estava en perill i després de retirar-se va tornar, va dominar alguns regnes, i el 78, amb soldats reclutats a Khotan, Sogdiana i Kaixgar, es va apoderar d'Aksu i d'un dels regnes del Turfan (el Turfan mateix fou conquerit per altres forces). Ban Chao es va poder justificar i fou reconegut protector general de l'Àsia central l'any 91.
Ban Chao es va jubilar el 102 i va tornar a la Xina, on va morir el mateix any. Els seus successors no van ser gaire afortunats i la seva política va provocar la revolta general el 106. El 107, davant la continuïtat de la revolta, la cort imperial va cridar a totes les guarnicions amenaçades i va abandonar la conca del Tarim.
Fou Pan Yong, fill de Ban Chao, qui va restaurar l'obra paterna: el 123 va instal·lar colònies militars a la conca, i va sotmetre els regnes; Aksu es va sotmetre el 124 o 125. Després, durant els segles ii i iii, els xinesos van exercir el seu domini al regne, arbitrant en els afers locals per mitjà dels governadors. Al segle iii i IV, Aksu va restar lleial als regnes successors xinesos.
Vers el 448 va caure sota influència de la dinastia Wei. Aquesta influència es va esvair al començament del segle vi i llavors el regne fou independent, però a la segona meitat del segle es van imposar els turcs occidentals.
Els budistes anomenaven Nharuka a Aksu. L'oasi era un regne (guo) que fou visitat el 629 pel peregrí xinès Xuanzang, que el descriu com poblat per 250.000 persones (4.500 guerrers), amb 3.500 cases, donant-li el nom de Baluka. Fa notar que la llengua que es parlava era diferent a la de Kuldjha.
El 1220 va esdevenir capital del Regne de Mangalai.
El 1716 fou destruïda per un terratrèmol i no es va conservar cap edifici antic. Els viatgers del segle xix (Kuropatkin, Przevalskiy, Carey, Younghusband, i Sven Hedin) li atribueixen uns 15.000 habitants.
El 1867 va passar a Yaqub Beg, però va tornar a la Xina el 1877. El seu nom xinès de l'època fou Wön-su-tchétou, i fou residència del governador de les "Quatre Viles Orientals" (tao-ta'i), és a dir, Aksu, Kudja, Kara Shahr i Uč Turfan. Vers el 1945 la seva població s'estimava en uns 30.000 habitants.